# プロトン親和力
プロトン親和力（プロトンしんわりょく、proton affinity）とは気相中において分子あるいはイオンにプロトン（水素イオン）付加する場合の親和力であり、エンタルピー変化の数値で表す。電子親和力が電子の付加に対するものであるのに対し、プロトン親和力は陽子の付加に対するエネルギー変化にあたる。
この数値は気相中における物質の塩基としての強度を示すもので、気相中における酸塩基平衡の指標となるものである。

## 概要
気相中において分子 B のプロトン付加平衡は以下のように表される。
B(g) + H+(g) {\displaystyle \rightleftarrows \ } HB+(g)
同様に陰イオン A− についても以下のように表される。
A−(g) + H+(g) {\displaystyle \rightleftarrows \ } HA(g)
これらのプロトン付加反応のギブス自由エネルギーあるいはエンタルピー変化がより大きな負の値であるほど親和力は強く、より強塩基であることを示す。通常はプロトン付加に対するエンタルピー変化の負の値を PA (proton affinity)またはEpaで表す。この点も電子親和力 EA と同様である。
中性分子および陰イオンの場合、プロトン付加に対するエンタルピー変化は常に負の値をとるため、PA は常に正の値を示す。

## 気相中の酸強度
例えばハロゲン化水素の気相中におけるプロトン解離平衡は以下のように表される。
HF(g) {\displaystyle \rightleftarrows \ } H+(g) + F−(g),　　ΔH = 1551.9 kJ mol−1,　　ΔG = 1507.8 kJ mol−1
HCl(g) {\displaystyle \rightleftarrows \ } H+(g) + Cl−(g),　　ΔH = 1395.4 kJ mol−1,　　ΔG = 1357.9 kJ mol−1
HBr(g) {\displaystyle \rightleftarrows \ } H+(g) + Br−(g),　　ΔH = 1353.5 kJ mol−1,　　ΔG = 1313.9 kJ mol−1
HI(g) {\displaystyle \rightleftarrows \ } H+(g) + I−(g),　　ΔH = 1312.7 kJ mol−1,　　ΔG = 1277.1 kJ mol−1
また水溶液中において著しく酸としての強度が小さいか、あるいは塩基としての強度が著しく弱いため、酸解離定数を求めることが困難な物質についても、気相中については数値が求められているものも少なくない。例えばメタンおよび水素分子の酸解離およびプロトン付加したキセノンの解離平衡は以下の通りである。
CH4(g) {\displaystyle \rightleftarrows \ } H+(g) + CH3−(g),　　ΔH = 1743.0 kJ mol−1
H2(g) {\displaystyle \rightleftarrows \ } H+(g) + H−(g),　　ΔH = 1675.2 kJ mol−1
XeH+(g) {\displaystyle \rightleftarrows \ } H+(g) + Xe(g),　　ΔH = 512.9 kJ mol−1
これらの平衡は形式的には水溶液中における酸塩基平衡と同様であるが、水和していないことが決定的に異なり、プロトンは水溶液中のオキソニウムイオンとは状態が全く異なる。また比誘電率の高く、かつ溶媒和の影響が著しい溶媒よりなる水溶液中は中性分子が電離しやすい環境であるが、気相中ではこれらの影響がないため中性分子のイオン解離は極めて起こりにくい現象となる。そのため陰イオンに対するプロトン親和力は中性分子に対するものよりも著しく大きくなる。
分子またはイオンに対するプロトン付加は、主に非共有電子対に対して起こるが、水素分子あるいはメタンなど非共有電子対を持たない分子に対してもプロトン付加が起こる。例えば水素分子では3中心2電子系のプロトン化水素分子を生成し、メタンでは超酸中などにおいて5配位のカルボニウムイオンを生成する。そのエンタルピー変化もあわせて示す。
H2(g) + H+(g) {\displaystyle \rightleftarrows \ } H3+(g),　　ΔH = −423.8 kJ mol−1
CH4(g) + H+(g) {\displaystyle \rightleftarrows \ } CH5+(g),　　ΔH = −563.6 kJ mol−1

## 水溶液中の酸強度との関係
気相中におけるプロトン解離平衡と、イオンおよび分子の水和エネルギーから、水溶液中におけるプロトン解離平衡における酸解離定数を見積もることができる。まず共役塩基のプロトン付加反応は酸解離の逆反応であり、気相中の共役塩基のプロトン親和力は、気相中の酸解離を示す指標でもある。次に気相中の酸、プロトンおよび共役塩基それぞれの水和エネルギーを見積もることにより、水溶液中の酸解離定数の概数を見積もることが可能となる。プロトン化ヘリウム、フッ化水素および水素の酸解離についての推定結果をまとめると以下のようになる。
| Proton affinity          | HHe+(g) → H+(g) + He(g)    | +178 kJ mol−1  | [ 5 ]    |  | HF(g) → H+(g) + F−(g)    | +1554 kJ mol−1 | [ 6 ] |  | H2(g) → H+(g) + H−(g)    | +1675 kJ mol−1 | [ 6 ]    |
| Hydration of acid        | HHe+(aq) → HHe+(g)         | +973 kJ mol−1  | [ 注 1 ] |  | HF(aq) → HF(g)           | +23 kJ mol−1   | [ 7 ] |  | H2(aq) → H2(g)           | −18 kJ mol−1   | [ 注 2 ] |
| Hydration of proton      | H+(g) → H+(aq)             | −1530 kJ mol−1 | [ 7 ]    |  | H+(g) → H+(aq)           | −1530 kJ mol−1 | [ 7 ] |  | H+(g) → H+(aq)           | −1530 kJ mol−1 | [ 7 ]    |
| Hydration of base        | He(g) → He(aq)             | +19 kJ mol−1   | [ 注 2 ] |  | F−(g) → F−(aq)           | −13 kJ mol−1   | [ 7 ] |  | H−(g) → H−(aq)           | +79 kJ mol−1   | [ 7 ]    |
| Dissociation equilibrium | HHe+(aq) → H+(aq) + He(aq) | −360 kJ mol−1  |          |  | HF(aq) → H+(aq) + F−(aq) | +34 kJ mol−1   |       |  | H2(aq) → H+(aq) + H−(aq) | +206 kJ mol−1  |          |
| Estimated pKa            | −63                        | −63            | −63      |  | +6                       | +6             | +6    |  | +36                      | +36            | +36      |

水素分子は著しい弱酸と推定され、その共役塩基を含む水素化ナトリウムなどは有機合成において強塩基として用いられる。
フッ化水素の実測値 pKa = 3.17 と多少のずれがあるが、これは水和熱などの大きな値を使用したためによる誤差である。水溶液中においてフッ化水素はシランよりもはるかに強い酸であるが、気相中における F− と SiH3− のプロトン親和力はほぼ等しい。これは水溶液中において、フッ化物イオンの方がより強く水和し安定化されるためである。
水酸化物イオンも気相中においては著しい強塩基であるが、水溶液中では水和により塩基性は減少する。例えば溶媒和の影響が水溶液中よりも少ないジメチルスルホキシド中に懸濁させた水酸化カリウムは、水溶液中よりも強い塩基として作用しトリフェニルメタン  pKa = 30（計算値）からもプロトンを引き抜くことが可能である。

## 気相中のプロトン移動平衡
気相中におけるフッ化水素と塩化水素の酸解離定数の差は水溶液中における差よりも著しく大きく、それらの分子間のプロトン移動平衡は以下のように表され、この平衡は著しく左辺に偏っている。従ってこれらの共役塩基としての強度は塩化物イオン Cl− よりもフッ化物イオン F− の方がはるかに大きく、高いプロトン親和力を有することになる。
HF(g) + Cl−(g) {\displaystyle \rightleftarrows \ } HCl(g) + F−(g),　　ΔH = 156.5 kJ mol−1,　　ΔG = 149.9 kJ mol−1
この様な気相中におけるプロトン移動平衡はイオンサイクロトロン共鳴により測定され、共役塩基の相対的なプロトン親和力の差が求まり、プロトン親和力の絶対値が知られているものと比較することにより各物質のプロトン親和力が求められる。

## プロトン親和力の値
| ΔHpa(PA)/kJ mol−1    | ΔHpa(PA)/kJ mol−1 | ΔHpa(PA)/kJ mol−1 | ΔHpa(PA)/kJ mol−1 | ΔHpa(PA)/kJ mol−1 |
| -------------------- | ----------------- | ----------------- | ----------------- | ----------------- |
| 中性分子             |                   |                   |                   |                   |
| 水素化物、希ガス     |                   |                   |                   |                   |
|                      |                   |                   |                   | He 178            |
| CH4 552              | NH3 854           | H2O 697           | HF 490            | Ne 201            |
| SiH4 649             | PH3 789           | H2S 712           | HCl 564           | Ar 371            |
| GeH4                 | AsH3 750          | H2Se 717          | HBr 569           | Kr 425            |
| SnH4                 | SbH3              | H2Te              | HI 628            | Xe 496            |
| 二原子分子単体       |                   |                   |                   |                   |
| H2 424               | N2 495            | O2 422            | F2                | Cl2               |
| その他無機分子       |                   |                   |                   |                   |
| NF3 602              | PF3 697           | AsF3 649          | NCl3 791          | POF3 702          |
| N2H4 856             | NH2OH 803         | H2O2 628          |                   |                   |
| COS 632              | CS2 699           | CS 732            | B3N3H6 812        | H2SO4 699         |
| HCN 717              | ClCN 735          | Fe(C5H5)2 877     | Fe(CO)5 845       |                   |
| 炭化水素             |                   |                   |                   |                   |
| C2H6 601             | C2H4 680          | C2H2 641          | C6H6 759          |                   |
| アミン               |                   |                   |                   |                   |
| CH3NH2 896           | (CH3)2NH 923      | (CH3)3N 942       | C2H5NH2 909       | (C2H5)3N 972      |
| C6H5NH2 877          | C5H5N 924         | (CH2)5NH 947      | CH(C2H4)3N 970    |                   |
| カルボン酸、エステル |                   |                   |                   |                   |
| HCOOH 750            | CH3COOH 799.6     | CH3COOCH3 839.8   | CH3COOC2H5 852    |                   |
| アルデヒド、ケトン   |                   |                   |                   |                   |
| HCHO 718             | CH3CHO 789.5      | (CH3)2CO 823      |                   |                   |
| アルコール、エーテル |                   |                   |                   |                   |
| CH3OH 761            | C2H5OH 788        | C3H7OH 798        |                   |                   |
| CH3OCH3 804          | C2H5OC2H5 838     | (CH2)4O 844       | (CH2CH2O)6 970    |                   |
| その他有機分子       |                   |                   |                   |                   |
| CH3PH2 854           | (CH3)2PH 905      | (CH3)3P 950       | (C2H5)3P 969      | (CH3)3As 893      |
| CH3CN 788            | (CH3)2NCHO 884    | (CH3)2SO 884      |                   |                   |
| CH3SH 784            | C2H5SH 798        | C3H7SH 802        | (CH3)2S 839       | (C2H5)2S 858      |
| C2H7B5 703           | C2H6B4 866        |                   |                   |                   |
| P(OCH2)3CCH3 877     | PO(OCH3)3 887     | P(OCH3)3 923      | PS(OCH3)3 897     | PO4C3H5 812       |
| 酸化物、水酸化物     |                   |                   |                   |                   |
| N2O 571              | NO 531            | CO 594            | CO2 548           | SO2 676           |
| LiOH 1008            | NaOH 1038         | KOH 1100          | RbOH              | CsOH 1125         |
| 陰イオン             |                   |                   |                   |                   |
|                      |                   |                   | H− 1675           |                   |
| CH3− 1743            | NH2− 1672         | OH− 1635          | F− 1554           |                   |
| SiH3− 1554           | PH2− 1550         | SH− 1477          | Cl− 1395          |                   |
| GeH3− 1509           | AsH2− 1502        | SeH− 1417         | Br− 1354          |                   |
| SnH3−                | SbH2−             | TeH−              | I− 1315           |                   |
| CN− 1477             | Mn(CO)5− 1326     | Re(CO)5− 1389     |                   |                   |
| オキソ酸イオン       |                   |                   |                   |                   |
| NO2− 1415            | NO3− 1358         | PO3− 1301         |                   |                   |
| カルボン酸イオン     |                   |                   |                   |                   |
| HCOO− 1444           | CH3COO− 1458      | C6H5COO− 1423     | CF3COO− 1350      |                   |
| アルコキシド         |                   |                   |                   |                   |
| CH3O− 1587           | C2H5O− 1574       | C3H7O− 1568       | C6H5O− 1470       |                   |
| その他有機陰イオン   |                   |                   |                   |                   |
| CH3S− 1502           | C2H5S− 1515       |                   |                   |                   |
| CH2NO2− 1501         | CH2CN− 1557       | CH2CHO− 1533      | CF3− 1572         | CCl3− 1515        |
| CH3COCH2− 1543       | CH3SOCH2− 1567    | CH3SO2CH2− 1534   |                   |                   |
| C2H3− 1705           | C2H− 1571         | C6H5− 1676        | C5H5− 1490        | (C6H5)2CH− 1518   |
| C6H5CH2− 1586        | C6H5NH− 1536      | C4H4N− 1503       |                   |                   |

- en:Proton affinity (data page)